# 산페이 유우코
산페이 유우코(일본어: 三瓶 由布子, 1986년 2월 28일 ~ )는 일본의 여성 성우, 나레이터이다. 도쿄도 출신이며 소속은 액셀 원.

## 인물 소개

### 내력
10세였던 초등학교 5학년 때 극단 와카쿠사에 입단하여, 무대 아역으로서 활동하였다. 그 후, 사무소의 방침으로 아역과 병행해 애니메이션의 오디션을 받게 되어, 2000년의 「다!다!다!」(사이온지 카나타 역)로 실제로 성우 데뷔, 그 때는 캐릭터와 같은 중학 2학년이었다. 그 후에 소년역으로 경력을 거듭해 2005년의 「교향시편 에우레카 세븐」(렌턴 서스턴 역)이 첫 주연작이 되었다. 그 애니메이션 선전 라디오에서 나즈카 카오리와 함께 첫 메인 퍼스널리티도 맡았다.
2006년에는 「오란고교 호스트부」(에비스가와 시오리 역)에서, 텔레비전 애니메이션에서는 처음으로 엑스트라가 아닌 여성 역을 연기하였고 이후 2007년의 「Yes! 프리큐어5」(유메하라 노조미/큐어 드림 역), 「우리들의」(마치 요코 역) 등, 소녀역으로의 기용도 볼 수 있게 되었다. 특히 「Yes! 프리큐어5」는 첫 여성 주인공 담당작이며 장기간인 2년간 연기하였다.
활동이 성우 일이 메인이 되고, 은사의 죽음을 계기로 2007년 5월 무렵에 극단 와카쿠사를 탈퇴하고 프리 기간을 거쳐 동년 11월 1일 부로 프로덕션 바오밥 소속이 되었다. 그 후로 「이나즈마 일레븐」(아후로 테루미/아후로디 역), 「너에게 닿기를」(요시다 치즈루 역), 「타마곳치!」(멜로딧치 역) 등에 출연, 2010년에는 소속 사무소의 공연 「환희의 노래」로 오래간만에 무대에도 참가했다.
2011년 10월 1일부로, 바오밥에서 액셀 원으로 이적하게 되었다. 다음 2012년, 「에어리어의 기사」(아이자와 카게루 역)에서 이적 후 첫 주역을 담당한다.
2013년 2월 28일, 일반 남성과의 결혼을 공식 블로에 발표했다.
2019년 3월 9일에 성우 어워드 여우주연상을 수상했다.
2019년 7월 5일, 둘째 아이를 출산한 사실을 트위터에 올렸다
2021년 8월 18일, 소속사에서 신종 코로나 바이러스에 감염된 것이 발표되었다. 9월 6일, 건강 관찰 기간을 종료하고 일에 복귀한 것을 소속사가 발표.

### 특색
소년역을 중심으로 하는 가운데도, 「교향시편 에우레카 세븐」(렌턴 역), 「갤럭시 엔젤(제3·4기)」(코코모 역), 「여름의 폭풍!」(야사카 하지메 역) 등의 활기찬 열혈 타입이 많다. 「다!다!다!」(사이온지 카나타 역), 「강철의 연금술사 FULLMETAL ALCHEMIST」(셀림 브래드레이 역), 「이나즈마 일레븐」(아후로디 역), 「성흔의 퀘이사」(사샤 역) 등으로, 침착한 역할이나 쿨한 역할도 담당하고 있다.
「Yes! 프리큐어5」, 「교향시편 에우레카 세븐」, 「우리들의」, 「얏타맨(리메이크판)」(도쿠본 역), 「메탈 파이트 베이블레이드 폭」(카도야 마사무네 역) 등, 일요일 방송 작품에 출연할 기회가 많다(「일요일 성우」라고 자칭한 적도 있다). 또 전 78화의 「다!다!다!」, 전 50화의 「교향시편 에우레카 세븐」, 합계 97화의 「Yes! 프리큐어 5」시리즈 등, 1쿨의 작품이 대부분인 2000년대 이후에 장기 작품에 출현하는 경우가 많다.

## 출연작
굵은 글씨는 주역 또는 주요 캐릭터

### TV 애니메이션
2000년
- 다!다!다! (2000년 - 2002년 사이온지 카나타(민우주))

2001년
- 오자루마루 (호시노 <2대>, 앵그리 보이, 리키에, 엔도 카즈코, 뱌루마루의 아버지 <소년 시절>, 하스마루 외)

2002년
- 아소봇 전기 오공 (소년)
- 갤럭시 엔젤(3기) (2002년 - 2003년 코코모 페이로)
- 파뇨파뇨 디지캐럿 (아이)

2003년
- 오자루마루 (리키에)
- 디지캐럿뇨 (폰즈)
- 나나카 6/17 (6살때의 나기하라 넨지, 여자B, 유키)

2004년
- 쥬베이짱2 ~시베리아 유생의 역습~ (야나기오 쥬베이 <소년기>)
- 스위트 발레리안(마사오군,타츠야)
- 스쿨 럼블 (하리마 슈지)
- DearS(어릴때의 타케야)

2005년
- 교향시편 에우레카 세븐 (렌턴 서스턴)
- 부탁해 마이 멜로디 (오오타 료)
- 개그만화 하기 좋은날 (라멘노마사, 사유리의친구, 아츠코, 건너편 아줌마)
- Canvas2~무지개색 스케치~(여학생)
- 무시(이오쿠라 신라)

2006년
- ARIA The NATURAL (아카츠키(어린 시절))
- 오란고교 호스트부(에비스가와 시오리, 여학생 외)
- 오자루마루 (엔도 카즈코)
- 전설의 총사 아카즈킨 (스즈카제 소타)
- 부탁해 마이 멜로디 ~빙글빙글 셔플!~ (오오타 료)
- 스쿨 럼블 2학기 (하리마 슈지)
- D.Gray-man (잔 러셀)

2007년
- Yes! 프리큐어5 (유메하라 노조미/큐어 드림)
- 가정교사 히트맨 리본 (후타)
- 사랑의 천사 안젤릭 ~빛나는 내일~ (매트)
- 작안의 샤나 II (유리 흐보이카)
- sola (츠지도 타케시(어린 시절))
- DARKER THAN BLACK -흑의 계약자- (마키)
- 우리들의 (마치 / 마치 요코)
- Myself ; Yourself (와카츠키 슈스케(어린 시절))

2008년
- Yes! 프리큐어5 GoGo! (유메하라 노조미/큐어 드림)
- 카이바 (카피 워프)
- 가정교사 히트맨 REBORN! (고쿠데라의 어머니, 여의사, 간호사)
- CLANNAD ~AFTER STORY~ (아이)
- 지옥소녀 2기 (이치무라 카즈야)
- 노라미미 (슈이치)
- BLASSREITER (10세의 조셉)
- 파천황 유희 (엘머)
- 마인탐정 네우로 (호시노 에리)
- 망념의 잠드 (나키아미)
- 얏타맨 (2008년 - 2009년 양말 왕자, 도쿠본)

2009년
- 이나즈마 일레븐 （2009년 - 2012년、아후로 테루미） - 2시리즈
- 너에게 닿기를 （2009년 - 2011년、요시다 치즈루） - 2시리즈
- 은혼（2009년 - 2018년、세이타） - 4시리즈
- 완소!!퍼팩트반장（마에하라 유하）
- 사키 -Saki- - 난포 카즈에
- 슬레이어즈 EVOLUTION-R（소년）
- 도라에몽（TV아사히판 제2기）（형）
- 여름의 폭풍!（야사카 하지메） - 2시리즈
- 강철의 연금술사 FULLMETAL ALCHEMIST （2009년 - 2010년、프라이드 /  셀림 브래드레이、비서, 리올의 여자, 여자）
- 매일맘마（카모하라 리에코〈소녀시절〉）

2010년
- 아라카와 언더 더 브릿지 (철인형제 테츠오)
- 아라카와 언더 더 브릿지×2 (철인형제 테츠오)
- 성흔의 퀘이사 (사샤 / 알렉산더 니콜라에비치 헤르))
- 침략! 오징어 소녀 (마츠모토 유타)
- 미츠도모에 (사토 신야)
- 스트라이크 위치즈 2 (나카지마 니시키)
- 포켓몬스터 다이아몬드&펄 (타쿠미)
- 메탈 파이트 베이블레이드 폭 (카도야 마사무네)
- 일기당천 XTREME XECUTOR(한수 문약)

2011년
- 아이돌 마스터 (아키즈키 료)
- 경계선상의 호라이즌 (플로레스 발데스)
- 은혼' (2009-2018년 세이타)
- 침략!? 오징어소녀 (마츠모토 유타)
- 성흔의 퀘이사 II (사샤 / 알렉산더 니콜라에비치 헤르))
- 고양이신 팔백만 (곤타)
- 미츠도모에 증량중!(사토 신야, 사토 아카리)
- 타마곳치! (히어롯치, 보쿳치)
- 메탈 파이트 베이블레이드 4 D (카도야 마사무네)
- 유☆희☆왕ZEXAL (텐조 하루토, 오보미)

2012년
- 아이카츠! - 오오타 카케루
- 우주형제 - 키타무라 에나
- 에어리어의 기사 - '''아이자와 카게루'''
- 경계선상의 호라이즌 II - 니콜라스 베이컨, 플로레스 발데스
- 크레용 신짱 (여사무원)
- 절원의 템페스트 - 후와 마히로(어린 시절)
- 남자 고교생의 일상 (소년 히데노리)
- 토리코 (보노)
- 타마곳치! 꿈 키라 드림 (라이트치, 키라마마치, 멜로디치)
- 여름 눈 랑데부 (소년)
- 마기 (어린 카심)
- 맹렬 우주해적 (쿼츠 크리스티아)

2013년
- 절대방위 레비아탄 - 세계 기둥의 소년
- 타마곳치! 꿈 키라 드림 (마마코프레치)
- 팔견전 -동방팔견이문- (켄타)
- 명탐정 코난 (우에지마 마치)

2014년
- 디-프래그! - 마츠바라 아즈마
- 히어로 뱅크 (고쇼 카이토)
- GO-GO 다마고치! (멜로디치, 오레네치, 라이트치, 키라마마치, 마마코프레치, 히어로치)
- 포켓몬스터 XY (산페이)
- 마진 본 - 길버트
- 해피니스 차지 프리큐어! (유메하라 노조미/큐어 드림)

2015년
- 대 마도학원 35시험소대 - 스기나미 이스카
- 배틀 스피리츠 버닝 소울 - 마시라 토키치로
- 빨강머리 백설공주 - 류
- 보루토: 나루토 더 무비 - 우즈마키 보루토
- 오늘부터 신령님 ◎ - 신쥬로
- 포켓몬스터 XY&Z - 산페이
- GO-GO 다마고치! - 디자이너

2017년
- 보루토: 나루토 넥스트 제너레이션즈 (우즈마키 보루토)

2020년
- 무효와 로지의 마법률상담사무소 2기 (리카)

### 극장판 애니메이션
2019년
- 극장판 엉덩이 탐정: 화려한 사건 수첩 (엉덩이 탐정)

### OVA
2004년
- 맡겨줘 돌고래 (코사카 아키라)

2005년
- 꼬마마녀 츠쿠네 (나블)

2008년
- 마이 오토메 시프르 (엘리오트 챈들러)

### 인터넷
2008년
- 망념의 잠드 (나키아미)

### 게임
- THE IDOLM@STAR(아키즈키 료)
- 죠죠의 기묘한 모험 올스타 배틀 (나란챠 길가)